# Juan Andrés Bolaños
Juan Andrés Bolaños (Villavicencio, Colombia; 22 de julio de 1991) es un futbolista colombiano, hijo de Miguel Oscar Bolaños. Juega de defensa y actualmente se desempeña en el Flamurtari de la Kategoria e Parë de Albania.

## Trayectoria

### Academia
Comenzó su carrera en las inferiores de la Academia donde debutó profesionalmente en 2009, a los 18 años de edad. Con el paso de los años se convirtió en uno de los referentes del plantel. Se mantuvo en el club bogotano hasta 2012, cuando éste desapareció y cambió de sede a Villavicencio. Al final, Bolaños disputó 46 juegos (entre Liga y Colombia). Junto con Omar Fernández destacaron como promesas del fútbol colombiano.

### Godoy Cruz
El 24 de julio de 2012 se anunció la venta del 100% de su pase al Godoy Cruz de la Primera División de Argentina. Días más tarde, tras superar las correspondientes pruebas médicas, fue presentado ante los medios de comunicación junto con el paraguayo Eduardo Ledesma; a Bolaños se le asignó la dorsal #21. Sin embargo, en la inscripción de Bolaños ante la Asociación de Fútbol Argentino surgió una polémica. Esto debido a que, en agosto, la directiva de Colón de Santa Fe comprobó que el futbolista había firmado un principio de acuerdo con ellos, lo cual provocó su inhabilitación por seis meses y el cobro de una multa por USD 15.000 a Godoy Cruz. En consecuencia, Bolaños únicamente acumuló minutos de juego con la reserva.

### Tianjin Quanjian
El 24 de enero de 2013 se confirmó su traspaso al Tianjin Quanjian de la China League One, junto con su compatriota Martín Edwin García.

### Melgar
El 12 de enero de 2016 se convirtió en nuevo jugador del campeón del fútbol peruano, Melgar de Arequipa. Coincidió nuevamente en el club peruano con su amigo Omar Fernández. 
Realizó su debut para el cuadro de Arequipa el 17 de febrero, durante la derrota de 1 a 2 contra Atlético Mineiro por la Copa Libertadores. También enfrentó a Independiente del Valle y Colo-Colo.
En el Campeonato Descentralizado debutó el 20 de febrero en la derrota de 2 a 3 contra Juan Aurich.

## Selección nacional
Ha sido convocado a la Selección Sub-20 de Colombia con la cual jugó el Torneo Esperanzas de Toulon de 2010.

## Estadísticas
| Club                | Temporada           | Liga  | Liga  | Copa Nacional | Copa Nacional | Copa Internacional | Copa Internacional | Total | Total | Prom. · |
| Club                | Temporada           | Part. | Goles | Part.         | Goles         | Part.              | Goles              | Part. | Goles | Prom. · |
| ------------------- | ------------------- | ----- | ----- | ------------- | ------------- | ------------------ | ------------------ | ----- | ----- | ------- |
| Academia            | 2009                | 9     | 0     | 5             | 0             | -                  | -                  | 14    | 0     | 0,00    |
| Academia            | 2010                | 11    | 0     | 6             | 0             | -                  | -                  | 17    | 0     | 0,00    |
| Academia            | 2011                | 9     | 0     | 6             | 0             | -                  | -                  | 15    | 0     | 0,00    |
| Academia            | Total               | 29    | 0     | 17            | 0             | 0                  | 0                  | 46    | 0     | 0,00    |
| Godoy Cruz          | 2012                | 0     | 0     | 0             | 0             | -                  | -                  | 0     | 0     | 0,00    |
| Godoy Cruz          | Total               | 0     | 0     | 0             | 0             | 0                  | 0                  | 0     | 0     | 0,00    |
| Tianjin Quanjian    | 2013                | 0     | 0     | 0             | 0             | -                  | -                  | 0     | 0     | 0,00    |
| Tianjin Quanjian    | 2014                | 16    | 0     | 0             | 0             | -                  | -                  | 16    | 0     | 0,00    |
| Tianjin Quanjian    | 2015                | 29    | 2     | 0             | 0             | -                  | -                  | 29    | 2     | 0,07    |
| Tianjin Quanjian    | Total               | 45    | 2     | 0             | 0             | 0                  | 0                  | 45    | 2     | 0,04    |
| Melgar              | 2016                | 5     | 0     | 0             | 0             | 5                  | 0                  | 10    | 0     | 0,00    |
| Melgar              | Total               | 5     | 0     | 0             | 0             | 5                  | 0                  | 10    | 0     | 0,00    |
| Platense            | 2017-18             | 16    | 0     | 0             | 0             | 0                  | 0                  | 16    | 0     | 0,00    |
| Platense            | 2018-19             | 41    | 2     | 0             | 0             | 0                  | 0                  | 41    | 2     | 0,05    |
| Platense            | Total               | 57    | 2     | 0             | 0             | 0                  | 0                  | 57    | 2     | 0,04    |
| Gudja United        | 2019-20             | 12    | 2     | 0             | 0             | 0                  | 0                  | 12    | 2     | 0,17    |
| Gudja United        | Total               | 12    | 2     | 0             | 0             | 0                  | 0                  | 12    | 2     | 0,17    |
| Total en su carrera | Total en su carrera | 148   | 6     | 17            | 0             | 5                  | 0                  | 170   | 6     | 0,04    |

## Palmarés

### Campeonatos nacionales
| Título           | Club     | País     | Año  |
| ---------------- | -------- | -------- | ---- |
| Copa de Honduras | Platense | Honduras | 2018 |